# Carlos Cachaça
Carlos Moreira de Castro, conhecido como Carlos Cachaça, (Rio de Janeiro, 3 de agosto de 1902 — 16 de agosto de 1999) foi um compositor brasileiro e um dos fundadores da GRES Estação Primeira de Mangueira.
Autor de mais de 500 composições, Carlos Cachaça foi o principal parceiro de Cartola, outro mestre do samba e da Mangueira.

## Biografia
Carlos nasceu na capital fluminense em 1902. Seu pai, também chamado Carlos, funcionário da Estrada de Ferro Central do Brasil, morava no morro da Mangueira, em uma das casas que a companhia alugava para seus funcionários e aonde Carlos Cachaça viria a nascer. Carlos abandonou a família, deixando a esposa, Inês, sozinha com seis filhos pequenos para criar. Carlos Cachaça foi criado pelo padrinho, o português Tomás Martins, dono de várias casas no morro. A cobrança dos aluguéis e o gerenciamento dos recibos era de incumbência do pequeno Carlos, que ajudava o padrinho analfabeto.
Carlos cresceu participando de blocos e cordões, acompanhando o surgimento das escolas de samba na cidade. Aos 12 anos já desfilava nos blocos de carnaval de rua pela comunidade da Mangueira. Aos 16 anos já atuava como pandeirista no conjunto de Mano Elói. A origem do apelido, quando tinha 17 anos, se deve às rodas de bar onde Carlos só bebia cachaça ao invés de cerveja como os outros colegas. Em uma das reuniões na casa de tenente Couto, do Corpo de Bombeiros, tinham três "Carlos" na mesa e para diferenciar um do outro, o anfitrião sugeriu a palavra “Cachaça”.
Abandonou os estudos no curso ginasial para se dedicar ao samba. Aos 20 anos, compôs a sua primeira música, “Não me deixaste ir ao samba em Mangueira”, gravada mais tarde pelo próprio autor com o nome “Não me deixaste ir ao samba”. Em 1923 compôs "Ingratidão". Em 1932, a Mangueira foi campeã do desfile com o samba Pudesse meu ideal, primeira composição sua em parceria com Cartola.
Em 1926, entrou para Estrada de Ferro Central do Brasil, onde galgou vários cargos, permanecendo até 1965, quando se aposentou como oficial de administração. Casou-se com Maria Aída da Silva, com quem teve três filhos: Luco, José Carlos e Marinês. Separado de Maria, casou-se com "Menininha" (Clotilde da Silva, falecida em 1983), irmã de Dona Zica, com a qual viveu durante 45 anos.

## Mangueira
Em 1925, junto de Cartola, Marcelino José Claudino, Francisco Ribeiro e Saturnino Gonçalves, fundou o Bloco dos Arengueiros, que mais tarde deu origem à Escola de Samba Estação Primeira de Mangueira da qual também foi um de seus fundadores. Porém, apesar de ter participado de todas as reuniões preliminares, não pode comparecer à reunião de fundação, nem assinar a ata por estar de serviço na ferrovia.
Carlos Cachaça foi o primeiro compositor a inserir elementos históricos nos sambas-enredo, o que é uma norma até hoje. A Mangueira não tinha samba definido para o desfile; eram cantados sambas de vários autores, geralmente só com a primeira parte, pois a segunda era improvisada pelos chamados “versadores”. Em 1929, a Escola desfilou com o samba “Chega de demanda”, parceria de Carlos Cachaça e Cartola.
Sua última participação ativa na Mangueira foi em 1948, quando a escola foi a primeira a colocar som no desfile, para o samba-enredo "Vale de São Francisco". Em dezembro de 1980 lançou pela Ed. José Olympio, em co-autoria com Marília T. Barbosa da Silva e Arthur L. Oliveira Filho, o livro Fala Mangueira. Em 1997, ao completar 95 anos, foi homenageado, na quadra Mangueira por ser o único fundador vivo da agremiação.
O único disco solo de Cachaça é de 1976 e inclui pérolas como "Quem Me Vê Sorrindo" (com Cartola) e "Juramento Falso". Carlos Cachaça foi pouco interpretado pelos cantores da era do rádio. "Não Quero Mais Amar a Ninguém" (com Cartola e Zé da Zilda) é uma exceção. Foi gravado por Aracy de Almeida em 1937, regravado por Paulinho da Viola em 1973   no LP “Nervos de Aço” (Odeon) e Beth Carvalho em 1992 no LP "Pérolas - 25 anos de samba". Época em que vários dos seus sambas passam a ser "redescobertos".

## Morte
Por causa da idade e da necessidade de cuidados constantes, Carlos Cachaça mudou-se do morro da Mangueira para o subúrbio de Engenho da Rainha, onde morava com uma de suas filhas, seus netos e bisnetos. Dias antes, ele fora diagnosticado com um princípio de pneumonia e desde então passou a recusar comida e a passar muito tempo deitado. Carlos Cachaça morreu enquanto dormia em 16 de agosto de 1999, na capital fluminense, aos 97 anos.
Ele foi velado na quadra da Mangueira e sepultado no Cemitério do Caju, na zona portuária.

## Discografia
- Série Ídolos MPB nº 21 (1976) CD/Vinil
- Mangueira - Sambas de Terreiro (1999)
- No Tom da Mangueira Tom Jobim
- Clementina de Jesus (1976)
- Fala Mangueira (1968) CD/Vinil